# 名古屋市立平針北小学校
名古屋市立平針北小学校（なごやしりつ ひらばりきたしょうがっこう）は、愛知県名古屋市天白区平針一丁目にある公立小学校。

## 歴史

### 沿革
- 1989年（平成元年）4月1日 - 名古屋市立平針北小学校として設立[1]。

### 児童数の変遷
『愛知県小中学校誌』（1998年）によると、児童数の変遷は以下の通りである。
| 1989年（平成元年） | 608人 |  |
| 1993年（平成5年）  | 631人 |  |
| 1997年（平成9年）  | 512人 |  |

## 通学区域
所管する名古屋市教育委員会は、2019年（令和元年）9月1日現在、天白区のうち、原一丁目・平針一丁目・平針二丁目の全域および平針三丁目の各一部を通学区域として指定している。
また、卒業後の進学先は名古屋市立原小学校からの進学と同じ、名古屋市立原中学校となっている。

## 交通アクセス
- 名古屋市営地下鉄鶴舞線原駅北東へ800メートル[WEB 3]
- 名古屋市営地下鉄鶴舞線平針駅北西800メートル[WEB 3]

### WEB
1. ↑  名古屋市教育委員会事務局総務部教育環境計画室計画係 (2019年9月1日). “名古屋市立小・中学校の通学区域一覧（天白区）” (PDF).   名古屋市. 2020年6月14日閲覧。
2. ↑  名古屋市教育委員会事務局総務部教育環境計画室計画係 (2018年4月1日). “名古屋市立中学校区一覧（小→中）” (PDF).   名古屋市. 2020年6月14日閲覧。
3. 1 2  “access” (PDF).   名古屋市立平針北小学校. 2020年6月14日閲覧。

### 書籍
1. 1 2 3 4  六三制教育五十周年記念愛知県小中学校誌編集委員会 1998, p. 404.